# SISU Basketball Klub
Il SISU Basketball Klub (comunemente noto come SISU Copenhagen) è una società cestistica avente sede a Gentofte (Contea di Copenhagen), in Danimarca. Fondata nel 1954, gioca nel campionato danese.

## Palmarès
- Campionato danese: 10

1961, 1962, 1966, 1967, 1972, 1976, 1981, 1983, 1984, 1985
- Coppa di Danimarca: 8

1976, 1977, 1984, 1986, 1989, 1996, 1997, 1998